# 勐董鎮
勐董镇（佤语：Meng Doung / Gaeng Dūm），是中华人民共和国云南省临沧市沧源佤族自治县下辖的一个镇，也是沧源县的县城所在地。勐董一词由傣语音译，“勐”为地方，“董”为集中，意为“集中之地”。镇政府驻勐董社区。镇内有全国重点文物保护单位广允缅寺，以及国家二类陆路口岸——沧源口岸最主要的永和通道。

## 历史沿革

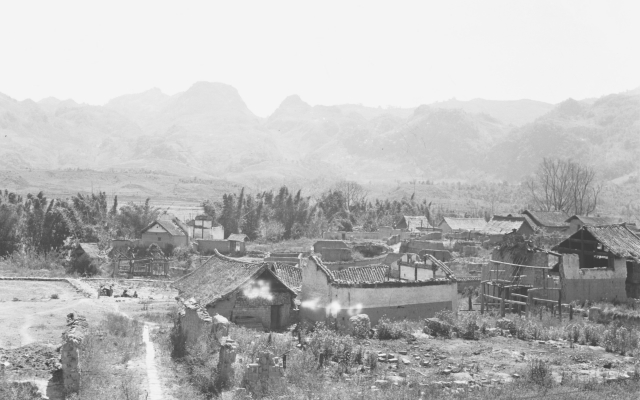
1935年与岩帅发生“宗教之战”战败后的勐董

勐董早期历史上隶属于耿马土司，耿马土司罕氏委任亲属为勐角董“太爷”，实际上形成勐角董土司。1784年开始勐角董土司与耿马土司划挡怕河而治，自此勐董归由镇边抚彝直隶厅管辖。1936年，国民政府在勐董成立沧源设治局，把勐董勐角一带划分为勐角董区和永和区（第一和第三区），1939年区划调整改为勐董区，1945年废区设镇成立勐董镇。1949年，在中国共产党“和平解放”沧源的号召下，岩帅部落田兴武、田兴文接受中共改编，后率兵攻入勐董，同时灭亡沧源设治局和勐角董土司统治，勐角董末代土司罕富民外逃，临时人民政府接管政权。1951年4月24日，云南反共救国军攻入永和，7月解放军第十四军将之收复。1952年12月，沧源县政府从岩帅迁到勐董。1955年，区划调整设立勐董乡；1960年新成立永和区。1965年勐董撤乡设镇成立勐董镇，1968年在人民公社化运动中改为勐董公社，永和区改为永和公社；次年二者分别更名庆九公社和红疆公社，1971年复名为勐董和永和。1973年，勐董永和两个公社合并为勐永公社，1981年勐董镇从中分出。由于勐永公社与耿马县的勐永公社重名，1982年云南省民政厅批准沧源的勐永公社改回永和公社之名。1984年，永和公社撤销成立永和区，1988年永和区并入勐董镇。

## 地理
勐董镇位于沧源县南部，北靠勐角乡，东接单甲乡和糯良乡，西部是班洪乡，南部则与缅甸佤邦勐冒县为邻，国界线长41.484千米。勐董镇总面积260.07平方千米，2010年普查总人口35,741人，是沧源县内人口最多的乡镇，居民以佤族为主，其次是汉族、傣族、彝族和拉祜族，佤族人口占67.09%，汉族占16.22%，勐董也是沧源县内汉族占比最高的乡镇，后三者分别占12.08%、1.57%和0.77%。镇内主要坝子是勐董坝，山脉主要有芒告大山、安墩山等，地势东北和中部高，西部和中东部低，最高点为芒告大山（2,499米），最低点为芒法（1,230米）。主要河流是流经县城的勐董河，属澜沧江水系，位于县城西南2千米处建有中型勐董水库，是沧源县内最大的湖泊（县内缺少天然湖泊）。气候上属亚热带季风气候，气候温和，雨量充沛，年均气温17.7℃，年均降水1747.2毫米。勐董镇部分地区属南滚河国家级自然保护区，安墩山的森林资源较丰富，镇内的芒回煤矿是沧源工业建设的支柱产业。

## 行政区划
勐董镇下辖以下地区：
勐董社区、白塔社区、永和社区、龙乃村、芒摆村、永冷村、怕良村、坝卡村、刀董村和芒回村。

## 经济
2011年，勐董镇拥有耕地面积3.32万亩，年产粮食8,696吨、甘蔗1.91万吨、茶叶67吨，其他还有油菜、烤烟等出产。畜牧业方面2011年末生猪和其他大牲畜共存栏29,442头。农民人均纯收入4,157元，全年财政收入520万元。沧源口岸最主要的永和通道位于勐董镇，对接缅甸勐冒县绍帕口岸，是临沧边境经济合作区的组成之一，为国家二类陆路口岸。沧源县政府每年主办的“摸你黑狂欢节”欢庆活动，是云南省最具魅力和影响力的“十大民族节庆”之一，为沧源吸引了众多游客。

## 基础设施
勐董镇内有小学14所、初中1所、普通高中1所（沧源佤族自治县民族中学），另有中等职业学校一所，在校学生共9,055人。沧源民中是沧源县唯一的一所完全中学。医疗方面有镇属卫生院1所、村卫生室10个，共有病床32张，专业卫生人员42人。交通方面S314省道小沧公路的终点是勐董，其他有乡村公路64条共331.49千米，其中砂石路面25条共241.97千米。由于勐董镇是沧源县城所在，城区较其他乡镇的配套设施也更为齐全。中华人民共和国成立之初，勐董仅有18幢土木结构瓦房；1976年开始铺装城区最早的800米水泥路面，1984年安装城内路灯。现沧源县城共有城区道路18.62千米，开通有2条公交线路，年客运量127万人次。城区有公共绿地面积59.27公顷，其中公园绿地8.12公顷。供水方面建有2座城区自来水厂，日供水3,500吨，有一座污水处理厂。供电方面有110千伏变电站1座、主变压器1台，总容量1.6万千伏安。

## 友好乡镇
2012年5月1日，勐董镇与台湾苗栗县泰安乡签订友好合作协议，缔结为友好乡镇。

## 中国传统村落
2013年8月，芒摆村永点自然村和永让自然村被评为第二批中国传统村落。